# West End Games
West End Games (nom parfois abrégé en WEG) est un éditeur de jeux de rôle américain, fondé en 1974.

## Historique
L'entreprise est fondée à New York par Daniel Scott Palter en 1974. Elle édite alors des jeux de société historiques et fantastiques. Ses premiers jeux furent :
- Star Trek: The Adventure Game ;
- Chickamauga ;
- Web and Starship ;
- Tales of the Arabian Nights ;
- Killer Angels ;
- Imperium Romanum.

En 1984, l'éditeur sort son premier jeu de rôle, Paranoïa, puis Ghostbusters en 1986. L'année suivante, en 1987, il décroche la licence auprès de la Lucasfilm Ltd pour Star Wars. Tout au long de 1987 le succès immédiat de son jeu de rôle de Star Wars lui permet d'acheter des bureaux à Honesdale (Pennsylvanie), où West End Games déménage définitivement en 1988.
N'ayant pas su s'adapter à un changement des marchés des jeux non-électroniques, notamment avec l'arrivée en 1993 des jeux de cartes collectionnables, West End Games entra dans une période d'endettement, de 1995 à 1997. En 1999, après sa première cessation de paiements en juillet 1998, Daniel Scott Palter tenta de sauver sa société en mettant fin à la plupart des licences de franchises qu'il avait eues jusqu'alors (dont la plus rentable, Star Wars) et fusionna West End Games avec Yéti Entertainment, un label français d'édition de bandes dessinées, qui à son tour appartenait aux Humanoïdes Associés. Sous le label West End Games / Yéti Entertainment fut publié DC Universe Roleplaying Game, un jeu sous la licence des célèbres super-héros de la maison DC Comics. Ce jeu et sa gamme de suppléments furent publiés jusqu'en 2002, mais cela ne fut pas suffisant pour que West End Games puisse payer sa dette et Les Humanoïdes associés (sous le nom Humanoids Inc. aux États-Unis) finit d'acheter toutes les parts de West End Games en 2001, en publiant cette année-là un jeu de rôle de La Caste des Méta-Barons, bande dessinée de sa propriété. Le jeu fut publié en février 2001 simultanément en France (sous le nom d'éditeur de Yéti Entertainment) et aux États-unis (par Humanoids Inc., mais sous le nom d'éditeur de West End Games).
Purgatory Publishing (dont le propriétaire est Eric Gibson, résidant en Philadelphie, aux États-Unis) acheta en 2003 West End Games aux Humanoïdes Associés. En 2004, Gibson relocalisa West End Games à Downingtown (toujours en Pennsylvanie). À partir de juillet 2008 Eric Gibson chercha à revendre l'entreprise. Cela serait dû à l'échec de la sortie imprimée du jeu Septimus de Bill Coffin, en 2007, qui n'aurait pas obtenu assez de précommandes. En 2009 Eric Gibson a décidé de dissoudre West End Games et de commencer à vendre certaines marques et propriétés de la société. Pourtant, et en raison de l'enthousiasme des fans pour le D6 System, il a aussi mis ce système de jeu sous licence ludique libre (Open Game Licence en anglais). En juillet 2010 Eric Gibson vendit les dernières marques de jeu de rôle de West End Games (Masterbook, Shatterzone et Bloodshadows) à l'éditeur américain Precis Intermedia. Le nom de société West End Games et les marques D6 System, Legend System, D6 Legend et Open D6 appartiennent toujours à Eric Gibson, même si les textes et contenus du système D6 lui-même sont en libre circulation depuis 2009. Gibson reste aussi propriétaire du domaine et du site officiels de la société West End Games (www.westendgames.com) mais il ne les maintient plus en ligne depuis le dernier trimestre de 2009.
En avril 2016, West End Games est racheté par la société Nocturnal Media, alors dirigée par Stewart Wieck (en). Stewart Wieck annonce son intention de mettre à disposition en impression à la demande les livres de règles du D6 System et l'univers de science-fiction Septimus de Bill Coffin, via la plate-forme DTRPG, ainsi qu'un projet de financement participatif pour une nouvelle édition du jeu Web & Starship de Greg Costikyan.

## Liste de jeux de rôle
- D6 System (système générique, 1996) ;
- Masterbook (système générique) ;
- Paranoïa (1984) ;
- Torg ;
- Shatterzone ;
- Bloodshadows ;
- Price of Freedom
- Sous licence :
  - Star Wars 1re édition (Star Wars D6, 1987) ;
  - Ghostbusters
  - DC Universe ;
  - Indiana Jones ;
  - Men in Black ;
  - Metabarons (d'après La Caste des Méta-Barons) ;
  - Tales from The Crypt ;
  - Species ;
  - Tank Girl ;
  - Aden ;
  - Hercules & Xena ;
  - Necroscope.